# Anchiarthrus derelictus
Anchiarthrus derelictus är en kräftdjursart som beskrevs av Clements Robert Markham 1992. Anchiarthrus derelictus ingår i släktet Anchiarthrus och familjen Bopyridae. Inga underarter finns listade i Catalogue of Life.